# Relaciones España-Líbano
Las relaciones España-Líbano son las relaciones diplomáticas y bilaterales entre estos dos países. Líbano tiene una embajada en Madrid España tiene una embajada en Beirut.

## Relaciones diplomáticas

### Líbano no independiente
España ha mantenido el conocimiento de las regiones mediterráneas desde la unificación de las Coronas de Castilla y Aragón como herencia de la de Aragón hasta el cambio de política respecto al enemigo turco con los tratados firmados entre Carlos III de España y el sultán Abdülhamid I en las décadas de 1770 y 1780. Desde ese momento, España no atenderá las cuestiones orientales hasta prácticamente la década de 1840, iniciada con la crisis oriental de 1840, en la que las conquistas egipcias ponen en peligro a los cristianos libaneses, apoyados históricamente por Francia, a la que se unirán Piamonte y España, al punto de que esta segunda enviará a Antonio López de Córdoba a la zona el 9 de noviembre de 1842 para observar personalmente el suceso y hacer una recomendación directa de cómo proceder a las autoridades españolas.
En 1860, con el estallido de la guerra civil en el mutasarrifato del Monte Líbano, la prensa española anunció el envío de dos buques para apoyar la intervención francesa, si bien estos no llegaron a zarpar.
Durante la España de la Restauración, la mejora económica de las clases pudientes españolas, especialmente las enriquecidas con la nueva industria, pudieron permitirse los primeros viajes de turismo, siendo un destino recurrente los localizados en Tierra Santa, por lo que el destino a Beirut, secundario en estas rutas, también creció sensiblemente, mejorando el conocimiento de la población española sobre la zona.

### Tras la independencia del Líbano
Las relaciones bilaterales se desarrollan con fluidez y en un buen nivel. Se han intensificado mucho en el siglo XXI.
La presencia de un contingente militar en la FINUL refleja el compromiso español con Líbano, en particular, y con el mantenimiento de la paz en la región. Las autoridades y la población libanesa aprecian la importante participación española en FINUL, especialmente tras el triste suceso que acabó con la vida de seis soldados a causa de un atentado terrorista en junio de 2007. También hay que señalar que el General de División español Alberto Asarta Cuevas ejerció el mando de la Misión de FINUL durante dos años, desde el 28 de enero de 2010 hasta finales de enero de 2012. El reciente altercado en la frontera entre Israel y Hezbolá que acabó con la vida de un cabo español de nuestro contingente hizo, que tanto las autoridades de Líbano como el pueblo en general, se uniera a nuestro duelo y valorara, aún más si cabe, la labor que hacen en la frontera sur nuestras tropas.
Buena prueba de la fluidez y el excelente nivel de las relaciones ha sido el intercambio de visitas de especial significado: el presidente de la República libanesa, Michel Sleiman, realizó una visita de Estado a España en octubre de 2009, primera visita de un Presidente libanés a España desde 1957. Del mismo modo, el rey Juan Carlos realizó una visita oficial al Líbano en 2010, siendo la primera visita de un Jefe de Estado español a este país.

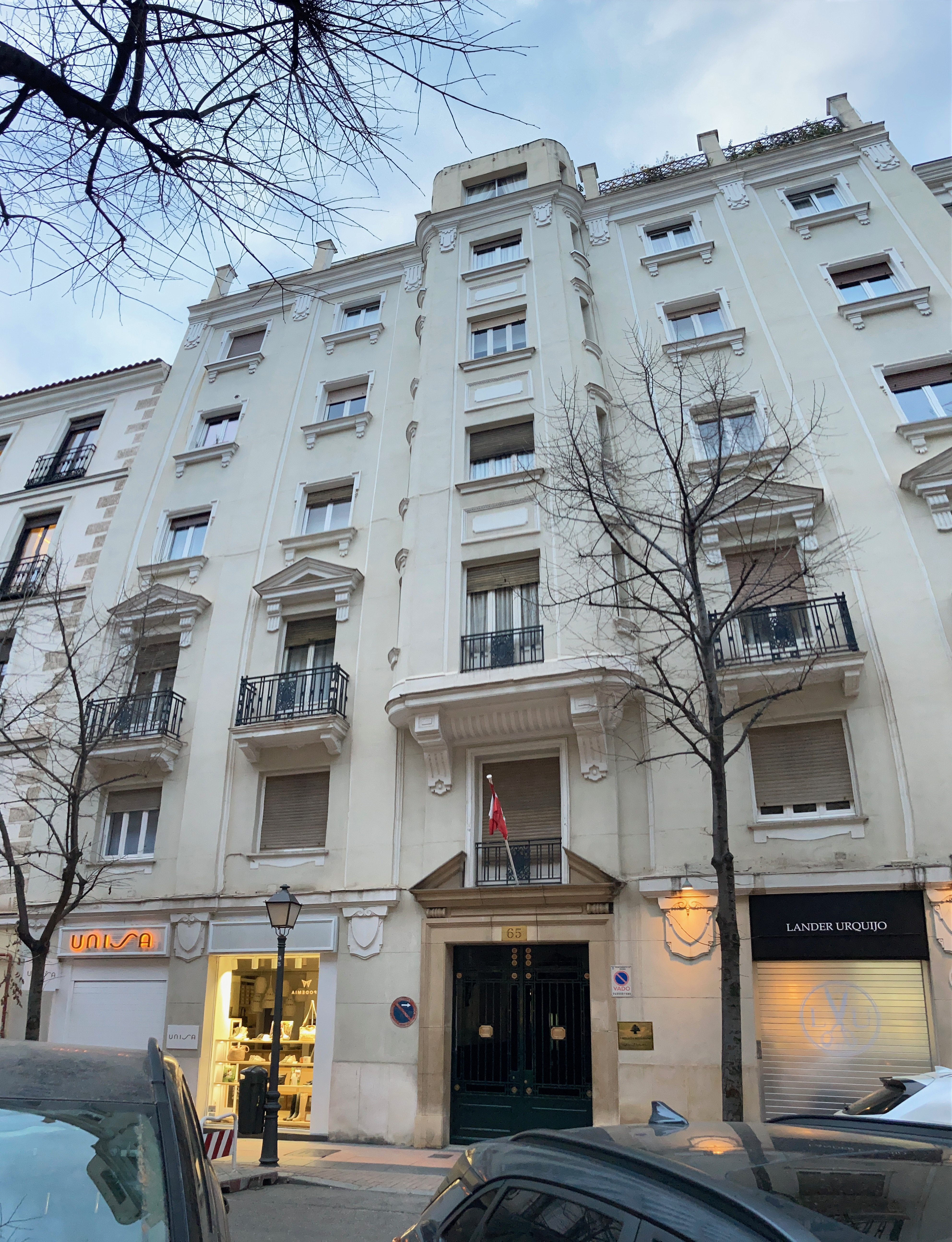
Embajada del Líbano en Madrid.

El Rey Felipe VI ha visitado este año Líbano (abril de 2015) para visitar nuestra base en Marjayoun y entrevistarse con el PM Salam y algunos miembros de su gobierno. Junto a la presencia española en la FINUL, las relaciones comerciales, con enorme potencial de desarrollo y de los intercambios culturales y educativos, a través del impulso a la creación de departamentos de español en las Facultades de Lenguas de Universidades libanesas.
La imagen de España es muy buena, despierta profundas simpatías. A favor de España juega el peso del legado árabe en la historia y en la lengua españolas, así como de la demostrada amistad con los países de la región como uno de los vectores principales de su política exterior.

## Relaciones económicas
El comercio bilateral ascendió en 2014 a 412 M€, de los cuales 384 M€ corresponden a exportaciones españolas y 28 M€ a las importaciones procedentes del Líbano. Estas cifras representaron un aumento global del 11% sobre el año anterior (incrementos del 12% en las exportaciones y del 1,1% en las importaciones), una tasa de crecimiento medio anual del 9,1% de las exportaciones españolas en los últimos cuatro años (2010-2014) y una balanza comercial deficitaria para el Líbano, que ha sido tradicionalmente muy elevada, con tasas de cobertura de 1.507% en 2010, 827% en 2011, 1.185% en 2012. 1.245% en 2013 y 1.361% en 2014, favorables a España. En 2014 un total de 2.807 empresas españolas exportadoras y 251 importadoras realizaron operaciones comerciales con socios libaneses.

## Cooperación
En el Plan Director (2013- 2016) y como resultado de la labor de concentración geográfica y sectorial, Líbano ya no sería un país prioritario y las actuaciones que se llevaríán a cabo en el país se enmarcaríán dentro de programas regionales, en concreto del programa MASAR que tenía como objetivo la promoción de políticas de desarrollo institucional, social y económico que apoyen la gobernanza democrática y la cohesión social de los países socios del Norte de África y Oriente Próximo, mediante el fortalecimiento de sus instituciones y de su sociedad civil.